# Hof van Ringen
Het Hof van Ringen of kasteel Ringenhof is een kasteel gelegen op het grondgebied van de stad Lier, in de Belgische provincie Antwerpen. Het is gelegen aan de Mechelsesteenweg.
In 1849 werd het kasteel in Neoklassieke stijl met kenmerken van het palladianisme gebouwd aan de oevers van de Nete. De gevel met zijn vier kolommen die de drie centrale ramen kadreren is geïnspireerd op het paviljoen de Klein Trianon van het kasteel van Versailles. Karakteristiek is de ingangspartij met hoge Dorische zuilen. Het kasteel heeft een plat dak.
De grond waarop het latere kasteel werd gebouwd, was reeds begin 18e eeuw eigendom van de brouwersfamilie Bogaerts, die er in 1827 het “lusthof van Ringen” lieten bouwen. Dochter Maria Carolina trouwde met Auguste Berckmans, en in 1849 volgde het huidige kasteel.:p. 106 De familie Berckmans bezat ook het oude kasteel Isschot in Itegem.
In 1910 werd het kasteel gekocht door Ernest Lowet. In 1996 werd het kasteel gerestaureerd en in 1997 werd het park heringericht. Het kasteel bevindt zich in een domein van 24 ha, met vijvers. Er is een oranjerie op kwartcirkelvormige plattegrond. Ook bevindt zich op het terrein een conciërgewoning die eveneens neoclassicistische stijlkenmerken vertoont.
Huidige eigenaar en bewoner van Hof van Ringen is de Belgische modeontwerper Dries Van Noten.